# Micropsectra polita
Micropsectra polita е вид насекомо от разред Двукрили (Diptera), семейство Хирономидни (Chironomidae). Среща се в Съединените американски щати.